# AS Makona FC
El AS Makona es un equipo de fútbol de Guinea que juega en el Tercer Campeonato de Guinea, tercera división de fútbol en el país,

## Historia
Fue fundado el 1 de octubre de 1958 en la ciudad de Guéckédou luego de que Guinea declarara su independencia de Francia. El nombre del club se debe al río Makona que pasa por la ciudad y su nombre fue Makona FC.
Al principio de su historia el club pasó jugando en las ligas distritales organizados por la prefectura de Forestière hasta que en 1964 participa en la primera edición de la Copa Nacional de Guinea hasta que 10 años después juega por primera vez en el Campeonato Nacional de Guinea.
En 1986 llega a la final de la Copa Nacional de Guinea, la cual pierde ante el ASFAG, historia que se repetiría dos años después hasta que en 1990 logra ganar el título de copa, con la consecuencia de que dos años después descenderían de categoría.
En 1997 regresa al Campeonato Nacional de Guinea, en donde permanecieron por tres temporadas hasta descender nuevamente en 2001, y diez años después bajan a la tercera categoría.
Para la temporada 2012 el club pasó a ser de propiedad privada y cambió su nombre por el que tienen actualmente.

## Palmarés
- Copa de Guinea: 1

1990

## Participación en competiciones de la CAF
| Temporada | Torneo          | Ronda | Club     | Casa | Visita | Global |
| --------- | --------------- | ----- | -------- | ---- | ------ | ------ |
| 1990      | Recopa Africana | 1     | AS Sotra | 0-2  | 0-2    | 0-4    |